# On a très peu d'amis
On a très peu d'amis é um filme francês de Sylvain Monod, estreou em 1998.